# Thomas Olip
Thomas Olip (geboren am 17. Dezember 1913 in Sele-Fara; gestorben am 29. April 1943 in Wien) war ein slowenischer Widerstandskämpfer gegen den Nationalsozialismus in Kärnten. Er wurde von der NS-Justiz mit dem Fallbeil hingerichtet.

## Leben
Thomas Olip wurde  als uneheliches Kind in Zell-Pfarre beim „Ogradnik“ in Südkärnten im slowenischen Sprachgebiet geboren. Olip wurde von seiner Mutter Maria katholisch erzogen, besuchte die Volksschule in Zell-Pfarre und trat am 1. September 1937 als Freiwilliger ins österreichische Infanterieregiment Nr. 7 in Klagenfurt ein, aus dem er nach dem „Anschluss“ am 30. April 1938 entlassen wurde. Er war Mitglied der Vaterländischen Front, des Forstarbeiterbundes Österreichs und des katholisch-slowenischen Kulturvereins in Zell. Am 15. September 1938 wurde Olip zum Gebirgsjägerregiment 139 in Klagenfurt eingezogen, wurde aber bereits am 19. September fahnenflüchtig und desertierte in Uniform nach Jugoslawien. In Kranj (Krainburg) wurde Thomas sechsmal von jugoslawischen Offizieren über die militärische Stärke der Klagenfurter Garnison verhört. Nach Beendigung des Krieges mit Jugoslawien kehrte er am 20. April 1941 nach Kärnten zurück.

## Slowenischer Widerstand
Er hauste mit Jakob Oraže und Josef Malle zunächst im Wald und wurde von Franc Pristovnik von seiner väterlichen Hube aus mit Nahrungsmitteln versorgt. Er begab sich dann nach Ebriach in die Nähe des Anwesens seines Onkels Thomas Olip, wo er seine Base Maria Olip bewog, ihn mit Lebensmitteln zu versorgen. Ende 1941 vermittelte Pristovnik ihm die Verbindung zu den Brüdern Johann, Peter und Valentin Olip und dem fahnenflüchtigen Johann Gruden. Den Winter 1941/42 verbrachten Thomas Olip und Jakob Orasche in einem Wirtschaftsgebäude des Hofes von Pristovnik. Er gehörte zu den so genannten „grünen Kadern“, slowenischen Widerstandskämpfern in Südkärnten, die sich jedoch nicht der kommunistischen Osvobodilna Fronta in Jugoslawien anschließen wollten.
Im Frühjahr 1942 bauten Olip und Jakob Orasche in der Nähe von Pristovniks Hof am Setitsche-Hügel einen ersten Bunker; Pristovnik gab ihnen das Werkzeug dazu.  Im Juni 1942 bauten sie in einer Schlucht oberhalb der Hlipoutschniksäge einen zweiten Bunker, in dem sie zeitweise wohnten.
Im Juli 1942 erhielt Thomas Olip von Ivan Zupanc, der aus dem Partisanenlager am Strachwitz kam, im Bunker oberhalb der Hlipoutschniksäge von Zell den Befehl des slowenischen Partisanenführers Crtov (Tschertou), zu ihm ins Lager zu kommen. Thomas Olip ging mit Max Kelich hin und erhielt am nächsten Tag den Auftrag, auch die vier anderen Bunkerbewohner zu holen. Nach längerer Diskussion beschlossen die beiden jedoch, lieber unabhängig im Bunker als „grüne Kader“ zu bleiben. Thomas Olip bemerkte im Tagebuch, dass er sich dabei „sehr glücklich“ gefühlt habe.
Die Kooperation mit Zupanc ging weiter; dieser kam etwa 14 Tage später, um Waffen zu beschaffen. Thomas ging nach Ferlach zu dem Büchsenmacher Johann Doujak, den er beim Wildern am Javornik kennengelernt hatte und dem er ein Wilderergewehr abgenommen hatte und konnte kurz darauf auf dem 1600 m hohen Matzenberg mit Max Kelich und Jakob Orasche eine Waffenlieferung mit einem Gewehr und Munition übernehmen, von denen die Gruppe um Zupanc einen Teil erhielt.
Am 12. August 1942 kam Zupanc wiederum zu dem Bunker, um Leute zu holen. Es ging aber nur Thomas Olip mit, der mit Zupanc nach Ebriach ging, wo der aus Slowenien stammende Peter Blazic und andere Partisanen waren. Zupanc sagte dabei, der Jäger Urbas in Ebriach müsse getötet werden. Dieser hatte 1935 am Meleschniksattel bei Ebriach zwei Slowenen aus Krain erschossen, die in Ferlach Waffen erbeutet hatten. Olip zeigte den Leuten von Zupanc den Weg zu Urbas, der auf der Flucht erschossen wurde. Am 14. August 1942, zwei Tage, nachdem er die Ermordung des Jägers Urbas in Ebriach miterlebt hatte, bekam Thomas Olip den Befehl, die Partisanen zum Kalischnikhof am Schaidasattel zu bringen. Nach seinem Tagebuch bot Olip dem Partisanenführer Crtov an, über die alte Grenze zu gehen und weitere Deserteure zu holen. Im Protokoll des Volksgerichtshofs heißt es dazu: „Thomas Olip stand auf Posten und fühlte sich dort, wie er in einem Tagebuch, das er über seine Erlebnisse führte, ,sehr glücklich‘! Dann zeigte ihnen Thomas Olip den Weg zu Urbas, und blieb nahe bei dessen Haus am Waldrande stehen. Der sah, wie die anderen auf Urbas, als er aus seinem Hause heraustrat, schossen, wie dieser in sein Haus hineinflüchtete, dann auf dringendes Verlangen seine Waffen auslieferte, auf weiteren ,Befehl’  aus dem Haus herauskam und zu fliehen versuchte aber niedergeschossen wurde.“ Am 4. Oktober 1942 meldete der kommunistische Politkommissar Stane Mrhar an das Kommando der slowenischen Befreiungsfront (OF), von den Bunkerleuten komme in Zell nur „Tomo“ (= Thomas Olip) und Max Kelich in Betracht, „Jaka“ (= Jakob Orasche) sei gehbehindert. Dies zeigt, dass Thomas Olip den Partisanen bekannt war und sie wünschten, dass er sich ihnen anschließen würde. Zu einem Beitritt kam es jedoch nicht.

## Entdeckung und Verhaftung
Nach der Zerschlagung der Partisanengruppe in Eisenkappel wandte sich die Gestapo den Zellanern zu, nachdem sie einen Brief von Zupanc abgefangen und dessen Schwester Maria Olip verhaftet hatte. Der schwerverletzte Häftling Peter Blazic brachte die Gestapo zum Bunker Olips in Zell. Am 1. Dezember 1942 wurde Olip im Bunker in Zell zusammen mit Jakob Orasche gefangen genommen. Sein Tagebuch, das genaue Informationen über Personen enthielt, die die Partisanen unterstützt hatten, wurde für etliche Widerstandskämpfer zum Verhängnis.
Beim Prozess gegen die Zellaner wurde Franc Pristovnik vorgeworfen, er habe Thomas Olip zugeredet, „zu den Banditen nach Oberkrain zu gehen“. Florian Kelich wurde vorgeworfen, er habe Thomas Olip „monatelang mehrmals als Anlaufstelle gedient. Er erlaubte ihm, bei ihm im Heu zu nächtigen und verpflegte ihn hin und wieder.“ Nach Olips Tagebuch kam es mehr als 30-mal zu Besprechungen bei Bartholomäus/Jernej Orasche. Johann Orasche wurde beschuldigt, er sei mit Thomas Olip zusammengekommen, „von dem er auch wusste, dass er ins Ausland desertiert war.“ Aus dem Tagebuch Olips gehe hervor, dass Kelich „nicht nur einmal sich … unterhalten hat, sondern dass er mehrmal zu ihm gegangen ist“ und dieser ihn  bewirtet habe.
Das Tagebuch Olips wurde von der Gestapo genauestes ausgewertet; auch der slowenische Jurist Anton Jelen wurde im Klagenfurter Gefängnis über seine Kontakte mit den Brüdern Olip in Ljubljana befragt. Ab 12. Januar 1943 kam es zu weiteren Verhaftungen; am 12. April 1943 erfolgte der Urteilsspruch des Volksgerichtshofes unter Roland Freisler in Klagenfurt. Die 13 zum Tod verurteilten Zellaner wurden am 29. April 1943 am Wiener Landesgericht enthauptet. Olips Leiche wurde 1949 mit den übrigen Hingerichteten exhumiert und in Zell-Pfarre beigesetzt. Das Tagebuch des Thomas Olip gehört zu den bedeutendsten literarischen Zeugnissen des Widerstandes gegen den Nationalsozialismus unter den Slowenen und in Österreich. In der Moskauer Deklaration wurde die Wiedererrichtung Österreichs nach dem Sturz des Nationalsozialismus davon abhängig gemacht, dass es auch in Österreich einen bewaffneten Widerstand gegen das NS-Regime geben müsse. Nach 1945 berief sich die österreichische Regierung auf diesen Widerstand der Kärntner Slowenen; die Aufstellung der zweisprachigen Ortstafeln wurde jedoch bis heute nicht vollständig durchgeführt.
Peter Handke setzte den Grünen Kadern von Zell Pfarre/Sele fara 2010 in seinem Werk Immer noch Sturm ein literarisches Denkmal.